# Nedim Kaleci
Nedim Kaleci, oder nach einigen Quellen auch Nedim Kaleçi, (* 1. Januar 1900 in Istanbul, Osmanisches Reich; † 22. Juli 1981) war ein türkischer Fußballtorhüter und -trainer. Er stand im ersten Länderspiel der türkischen Nationalmannschaft in der Startformation und nahm an den Olympischen Sommerspielen 1924 teil.

## Spielerkarriere

### Vereine
Kaleçi begann seine Vereinskarriere beim Istanbuler Verein Altınordu İdman Yurdu. 1926 wechselte er zu Fenerbahçe Istanbul und spielte hier bis ins Jahr 1931.

### Nationalmannschaft
Kaleci kam im ersten Spiel der türkischen Nationalmannschaft zu seinem ersten Länderspieleinsatz. In der Partie gegen die rumänische Nationalmannschaft befand er sich in der Startelf und spielte über die volle Spielzeit.
Mit der türkischen Auswahl nahm Kaleci an den Olympischen Sommerspielen 1924 teil. Insgesamt absolvierte er fünf Länderspiele.

## Trivia
- Sein Familienname „Kaleci“ ist das türkische Wort für seine Spielposition des Torhüters und wurde ihm von Mustafa Kemal Atatürk verliehen.